# Port du Diable

Port du Diable (ou Point du Diable ; Devil's Point ou Devil's Harbor) est un film dramatique britannique réalisé par Montgomery Tully et sorti le 7 décembre 1954.

## Synopsis
John 'Capitaine' Martin (Richard Arlen) est un marin qui est mêlé à un trafic de drogue quand il découvre un paquet sur un port contenant des biens volés. Il rencontre un détective et surprend les voyous.

## Fiche technique
- Réalisation : Montgomery Tully
- Scénario : Charles Deane
- Production : Charles Deane
- Photographie : Geoffrey Faithfull
- Montage : Enid Mansell, Peter Seabourne
- Durée : 70 minutes
- Date de sortie : 20 septembre 1954

## Distribution
- Richard Arlen - John 'Captain' Martin
- Greta Gynt - Peggy Mason
- Donald Houston - Michael Mallard